# Узболотский сельсовет
Узболотский сельсовет (белор. Узбалацкі сельсавет) — упразднённая административная единица на территории Воложинского района Минской области Республики Беларусь.

## Административное устройство
18 декабря 2009 года в состав Узболотского сельсовета включена часть населённых пунктов Воложинского сельсовета — Батуры, Бурмаки, Гинтовщина, Зафильцы, Кибути, Козельщина, Маршалки, Юзефово.
28 июня 2013 года Узболотский сельсовет упразднён. Населённые пункты включены в состав Воложинского сельсовета.

## История
Узболотский сельский Совет создан в 1939 году с административным центром в деревне Узболоть. Во время Великой Отечественной войны приостанавливал свою деятельность.
В 1952 году в состав Узболотского сельсовета были включены деревни Бурмакского сельского Совета: д. Чабаи, д. Ганчицы, д. Дворище. Центр сельского Совета был перемещён в деревню Дубина Боярская.
Первым председателем после присоединения к Узболотскому Бурмакского сельского Совета был Далинкевич Александр Антонович.
Председателями сельского Совета в разное время работали : Голуб В. И., Грибовский И. И., Белов Н. Н., Згирская В. П. (30 лет работала секретарем данного сельского Совета и 10 лет председателем).

## Демография
Количество населения на 01 января 2009 года по Узболотскому сельсовету — 802 человека, из них: детей — 113, трудоспособных — 300, пенсионеров — 389.

## Состав
Узболотский сельсовет включает 17 населённых пунктов:
- Батуры — деревня.
- Бурмаки — деревня.
- Ганчицы — деревня.
- Гинтовщина — деревня.
- Дайнова Большая — деревня.
- Дворище — деревня.
- Дубина Боярская — агрогородок.
- Дубина Вершицкая — деревня.
- Дубина Юрздыцкая — деревня.
- Зафильцы — деревня.
- Кибути — деревня.
- Козельщина — деревня.
- Маршалки — деревня.
- Реченята — деревня.
- Узболоть — деревня.
- Чабаи — деревня.
- Юзефово — деревня.

## Производственная сфера
- СПК «Агро-Дубинское»

## Социально-культурная сфера
- Дубинская базовая школа-сад
- Дубинской сельский клуб
- Дубинская сельская библиотека
- Дубинской ФАП